# Cerrahpaşa
Cerrahpaşa è una delle mahalle del distretto di Fatih della provincia di Istanbul, in Turchia. Prende il nome dal politico ottomano Cerrah Mehmed Pascià. La facoltà di medicina di Cerrahpaşa è l'elemento che ha reso popolare il quartiere in tutta la Turchia. Quando il Consiglio della Municipalità Metropolitana di Istanbul approvò la riduzione del numero di quartieri di Fatih da 69 a 24, la mahalle di Cerrahpaşa fu istituito fondendo le mahalle di Hobyar, Davutpaşa e Kasap İlyas.

## Monumenti e luoghi d'interesse
A Cerrahpaşa ci sono molti monumenti storici risalenti al periodo bizantino e ottomano. I più importanti sono la Moschea di Cerrah Mehmed Pascià, la Moschea di Davud Pascià e i resti della Colonna di Arcadio.